# Principat de Lamphun
El principat de Lamphun fou un antic estat feudal de Tailàndia a l'entorn de la població de Lamphun.
Abans del segle xiii fou part del regne mon d'Hariphunchai (o Haribhunjaya) però a finals del segle xiii (1292) aquest regne va caure en mans de Mongrai, l'unificador de Lanna i es va formar un principat feudatari que va seguir la mateixa història de Lanna. Així fou tributari d'Ayutthaya el 1546 i de Birmània (Pegu) el 1558 fins que es va independitzar el 1596 i després d'un temps de disputa entre tailandesos i birmans al segle xvii la influència birmana va predominar fins al 1774 (amb una breu interrupció del 1732 al 1751) quan diversos principats es van revoltar contra el regne de Toungoo i el príncep local de Lampang, Kawila, va rebre ajuda siamesa (1774). Kawila fou reconegut (1775) com a rei de Lampang i Lamphun mentre el seu aliat el príncep lanna Phraya Chaban era nomenat rei de Chiangmai, tots dos com vassalls de Siam. El 1892 fou declarat part de Siam integrant la unitat administrativa de Monton Maharat. La monarquia local va subsistir sense poder fins al 1943 quan va morir Chakkham Khachonsak. Els prínceps portaven el títol de Chao.

## Chaos
- 1775 - 1781 Kawila (Kavila)
- 1781 – 1826 Setthi Kham Fan (Setti Khamfan)
- 1826 – 18.. Bunma (Bunmamueang)
- 18.. - 1837 Noi In (Noi Indra)
- 1838 – 1841 Kam Tan (Khamton)
- 1841 - 1843 Thammalangka (Dharmalanka)
- 1848 - 1871 Chailangkaphisan Sophakkhun (Chailungka Pisarn Soparkkhun)
- 1871 - 1888 Daradirekratphairot (Dara Direkratana)
- 1888 - 1895 Hemphinphaichit (Hemapintu Paijitt)
- 1895 - 1911 Inthayongyotchot (Indrayongyote Choti)
- 1911 - 1943 Chakkham Khachonsak (Chakrakam Kajornsakdi)